# خليفة الزناتي
خليفة الزناتي, عُرف بهذا الاسم في سيرة بني هلال، اما اسمه الحقيقي فهو أبو سعدة خليفة اليفرني. قائد حربي من بني يعلى، جهزه صاحب تلمسان من بني خزر، لمواجهة العرب بعد دخولهم صنهاجة فكانت بينهم وبينه حروب طويلة إلى أن قتلوه بنواحي الزاب وكان ذلك في أواسط القرن الخامس الهجري.
ووفقًا لبعض الروايات الأخرى يُذكر أن اسمه الحقيقي كان المعز بن باديس الصنهاجي كان بطل من أبطال الإسلام و «صنديد من صناديد السلاطين المسلمين»، وأعلن انفصاله عن الحاكم الفاطمي في مصر ووقف أمامه. اتسم عهده بالعدل والرخاء، بايع بنى العباس مما أثار العبيديون ودفعهم للانتقام منه بإجازة عرب الجزيرة من بنو سليم وبنو هلال للنيل منه وأخذوا يحرضونهم على ابن باديس حتى ساروا إليه وهاجموا بلاده، وانهزم ابن باديس «الزنادي» أمامهم في النهاية ودخلوا تونس.